# Guro Reiten
Guro Reiten (Sunndalsøra, 26 de juliol de 1994) és una futbolista professional noruega que juga d'extrem al Chelsea a la Super League femenina anglesa i a la selecció de Noruega. Abans d'unir-se al Chelsea el 2019, va jugar a Noruega a Sunndal, Kattem, Trondheims-Ørn i LSK Kvinner.
Va debutar amb Noruega el 2014 i va aparèixer amb l'equip al Campionat d'Europa de la UEFA 2017, la Copa del Món de la FIFA 2019 i el Campionat d'Europa de la UEFA 2022.

## Carrera del club

### Sunndal
Nascuda a Sunndalsøra, Møre og Romsdal, Reiten va créixer al poble de Nordmøre i va començar la seva carrera sènior amb el seu equip local Sunndal, llavors a la segona divisió del futbol noruec.

### Kattem
Als 16 anys, Reiten es va unir al Toppserien al Kattem IL el 2011. Durant el seu període d'any i mig amb Kattem, va participar en 35 aparicions a la lliga i va marcar 11 gols en la seva segona temporada, convertint-se en la màxima golejadora de l'equip el 2012.

### Trondheims-Ørn

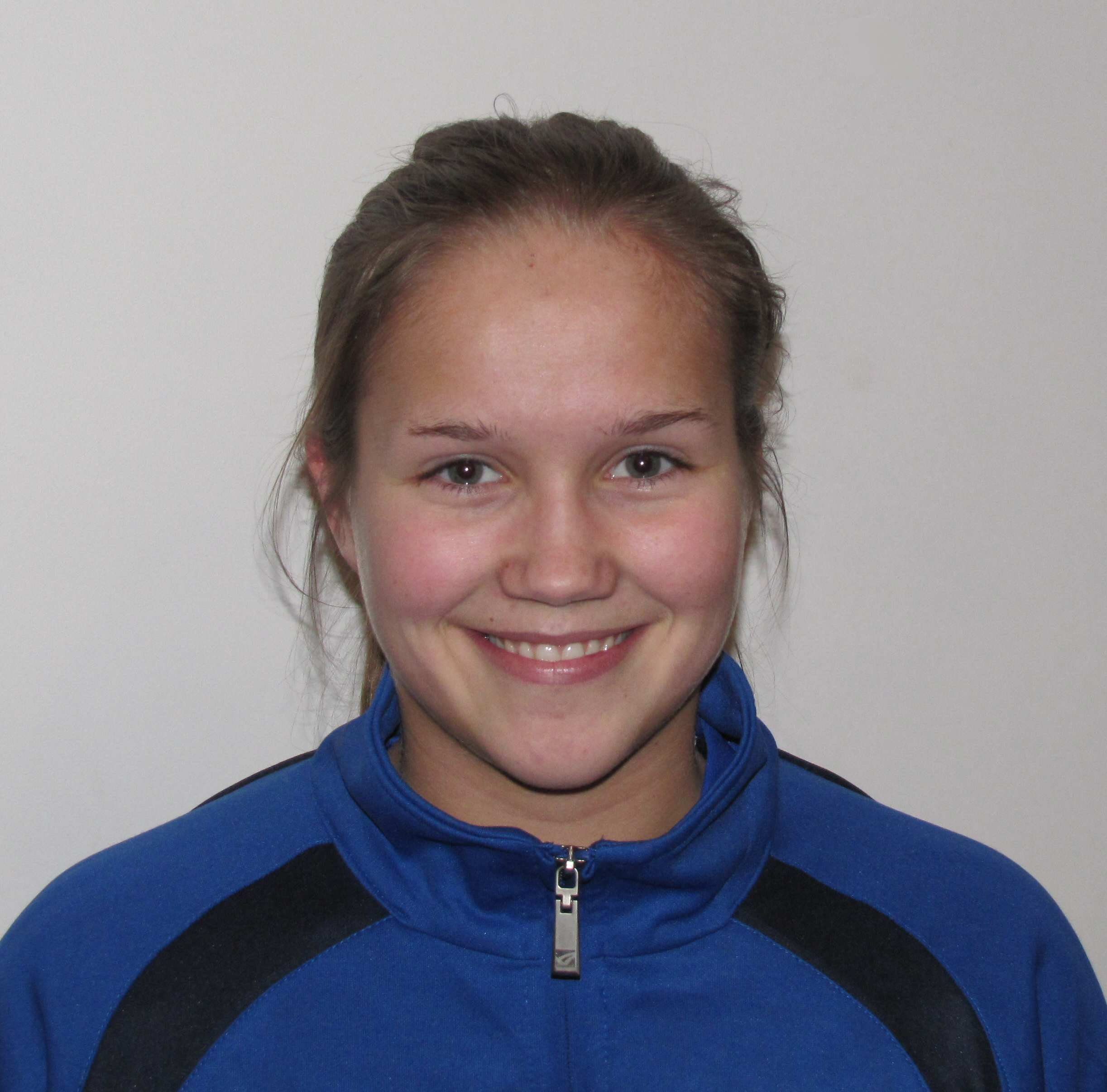
Guro Reiten el 2013.

Després que el Kattem es retirés de la Toppserien, Reiten es va unir al Trondheims-Ørn el 2013. Durant les seves quatre temporades amb el Trondheims, va jugar en 82 aparicions a la lliga i va marcar 25 gols. Amb Trondheims-Ørn, també va arribar a la final de la Copa de Noruega Femenina 2014.

### LSK Kvinner
Després es va transferir al LSK Kvinner de la Toppserien per a la temporada 2017. Durant les seves dues temporades i mitja amb el club, va disputar 53 partits de lliga, marcant 51 gols. Amb el LSK Kvinner, Reiten va guanyar la lliga Toppserien l'any 2017, i també va ser la màxima golejadora de la temporada regular de la Toppserien la mateixa temporada. Reiten i el LSK Kvinner van repetir aquestes dues gestes el 2018, afegint la victòria de la Copa femenina de Noruega 2018. Reiten també va guanyar els premis a Jugadora de l'Any de la Toppserien i al Gol de l'Any 2018. En el moment de marxar de LSK Kvinner, Reiten era la màxima golejadora de la Toppserien de la temporada 2019.

### Chelsea

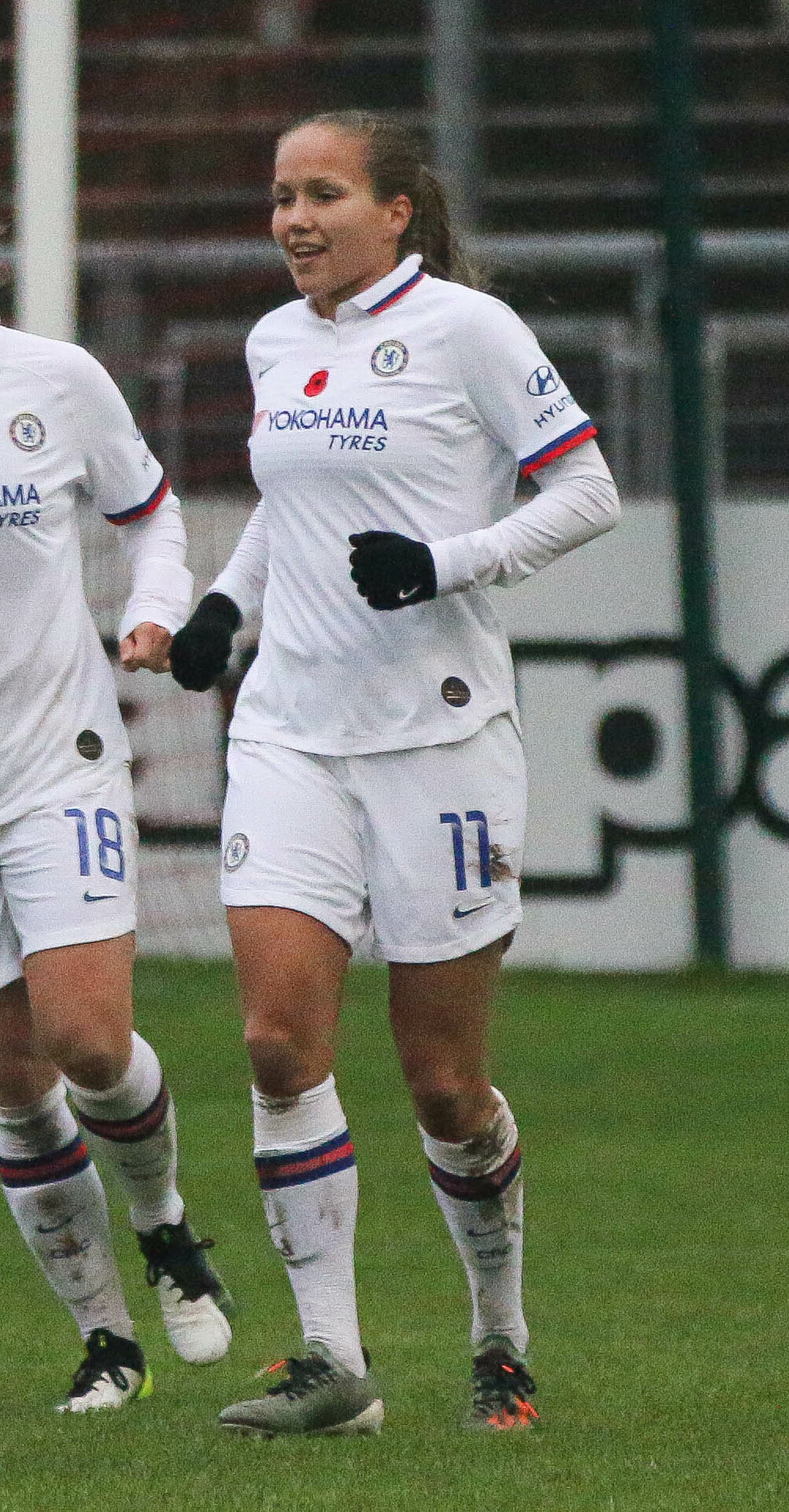
Reiten amb el Chelsea el 2019.

El 31 de maig de 2019, Reiten va signar amb el Chelsea de la FA Women's Super League. Es va informar que la quota de transferència era d'unes 12.000 £.

## Carrera internacional
Reiten ha representat Noruega a tots els nivells internacionals juvenils. Va fer el seu debut internacional complet amb Noruega el gener de 2014, contra Espanya. Va ser membre de la selecció noruega al Campionat d'Europa de la UEFA 2017. El març de 2019, Reiten va formar part de la selecció noruega que va guanyar la Copa de l'Algarve 2019. Posteriorment, va ser nomenada per a l'equip noruec de la Copa del Món de la FIFA 2019 el maig de 2019.

## Vida personal
Després del tiroteig d'Oslo de 2022, Reiten va declarar-se públicament com a lesbiana en una entrevista al diari noruec Verdens Gang.

## Estadístiques de carrera

### Club
Actualitzat al partit jugat el 15 de maig de 2022.
| Club           | Temporada    | Divisió      | Lliga | Lliga | Copa | Copa | Copa de la Lliga | Copa de la Lliga | Continental | Continental | Altres | Altres | Total | Total |
| Club           | Temporada    | Divisió      | PJ    | Gols  | PJ   | Gols | PJ               | Gols             | PJ          | Goals       | PJ     | Goals  | Apps  | Goals |
| -------------- | ------------ | ------------ | ----- | ----- | ---- | ---- | ---------------- | ---------------- | ----------- | ----------- | ------ | ------ | ----- | ----- |
| Kattem         | 2011         | Toppserien   | 13    | 0     | 0    | 0    | —                | —                | —           | —           | —      | —      | 13    | 0     |
| Kattem         | 2012         | Toppserien   | 22    | 11    | 1    | 1    | —                | —                | —           | —           | 1      | 0      | 24    | 12    |
| Kattem         | Total        | Total        | 35    | 11    | 1    | 1    | 0                | 0                | 0           | 0           | 1      | 0      | 37    | 12    |
| Trondheims-Ørn | 2013         | Toppserien   | 21    | 6     | 2    | 0    | —                | —                | —           | —           | —      | —      | 23    | 6     |
| Trondheims-Ørn | 2014         | Toppserien   | 20    | 7     | 4    | 1    | —                | —                | —           | —           | —      | —      | 24    | 8     |
| Trondheims-Ørn | 2015         | Toppserien   | 20    | 3     | 4    | 0    | —                | —                | —           | —           | —      | —      | 24    | 3     |
| Trondheims-Ørn | 2016         | Toppserien   | 21    | 9     | 4    | 0    | —                | —                | —           | —           | —      | —      | 25    | 9     |
| Trondheims-Ørn | Total        | Total        | 82    | 25    | 14   | 1    | 0                | 0                | 0           | 0           | 0      | 0      | 96    | 26    |
| LSK Kvinner    | 2017         | Toppserien   | 22    | 18    | 3    | 1    | —                | —                | —           | —           | —      | —      | 25    | 19    |
| LSK Kvinner    | 2018         | Toppserien   | 21    | 21    | 5    | 6    | —                | —                | 4           | 0           | —      | —      | 30    | 27    |
| LSK Kvinner    | 2019         | Toppserien   | 10    | 12    | 1    | 2    | —                | —                | 6           | 1           | —      | —      | 17    | 15    |
| LSK Kvinner    | Total        | Total        | 53    | 51    | 9    | 9    | 0                | 0                | 10          | 1           | 0      | 0      | 72    | 61    |
| Chelsea        | 2019–20      | FA WSL       | 15    | 5     | 3    | 1    | 6                | 1                | —           | —           | —      | —      | 24    | 7     |
| Chelsea        | 2020–21      | FA WSL       | 19    | 1     | 3    | 1    | 5                | 4                | 8           | 0           | 1      | 0      | 36    | 6     |
| Chelsea        | 2021–22      | FA WSL       | 21    | 7     | 3    | 3    | 3                | 0                | 6           | 1           | —      | —      | 33    | 11    |
| Chelsea        | Total        | Total        | 55    | 13    | 9    | 5    | 14               | 5                | 14          | 1           | 1      | 0      | 93    | 24    |
| Career total   | Career total | Career total | 225   | 100   | 33   | 16   | 14               | 5                | 24          | 2           | 2      | 0      | 298   | 123   |

1. ↑  Partits als play-offs de descens de la Toppserien
2. 1 2 3  Partits a la Copa de la Lliga FA
3. ↑  Partits a la FA Community Shield

### Internacional
Actualitzat al partit jugat l'11 d'abril de 2023.
| Selecció nacional | Any   | Partits | Gols |
| ----------------- | ----- | ------- | ---- |
| Noruega           | 2014  | 9       | 0    |
| Noruega           | 2017  | 11      | 4    |
| Noruega           | 2018  | 11      | 1    |
| Noruega           | 2019  | 16      | 4    |
| Noruega           | 2020  | 5       | 1    |
| Noruega           | 2021  | 8       | 4    |
| Noruega           | 2022  | 15      | 3    |
| Noruega           | 2023  | 5       | 0    |
| Total             | Total | 80      | 17   |

## Premis
LSK Kvinner
- Toppserien: 2017, 2018[3]
- Copa de Noruega femenina: 2018; subcampió: 2014[3]

Chelsea
- Subcampiona de la UEFA Women's Champions League: 2020–21[3]
- Superlliga femenina de la FA: 2019–20, 2020–21, 2021–22[3]
- Copa FA femenina: 2020–21, 2021–22[3]
- Copa de la Lliga Femenina de la FA: 2019–20, 2020–21; subcampió: 2021–22, 2022–23[3]
- Escut comunitari FA femení: 2020[3]

Noruega
- Copa de l'Algarve: 2019[3]

Individual
- Màxima golejadora Toppserien: 2017, 2018
- Jugador de l'any de Toppserien: 2018[1][11]
- Gol de l'any Toppserien: 2018[1][11]
- Equip de l'any FA WSL PFA: 2021–22[19]
- Millor jugadora noruega: 2022[20]